# مايكرو سيرفر

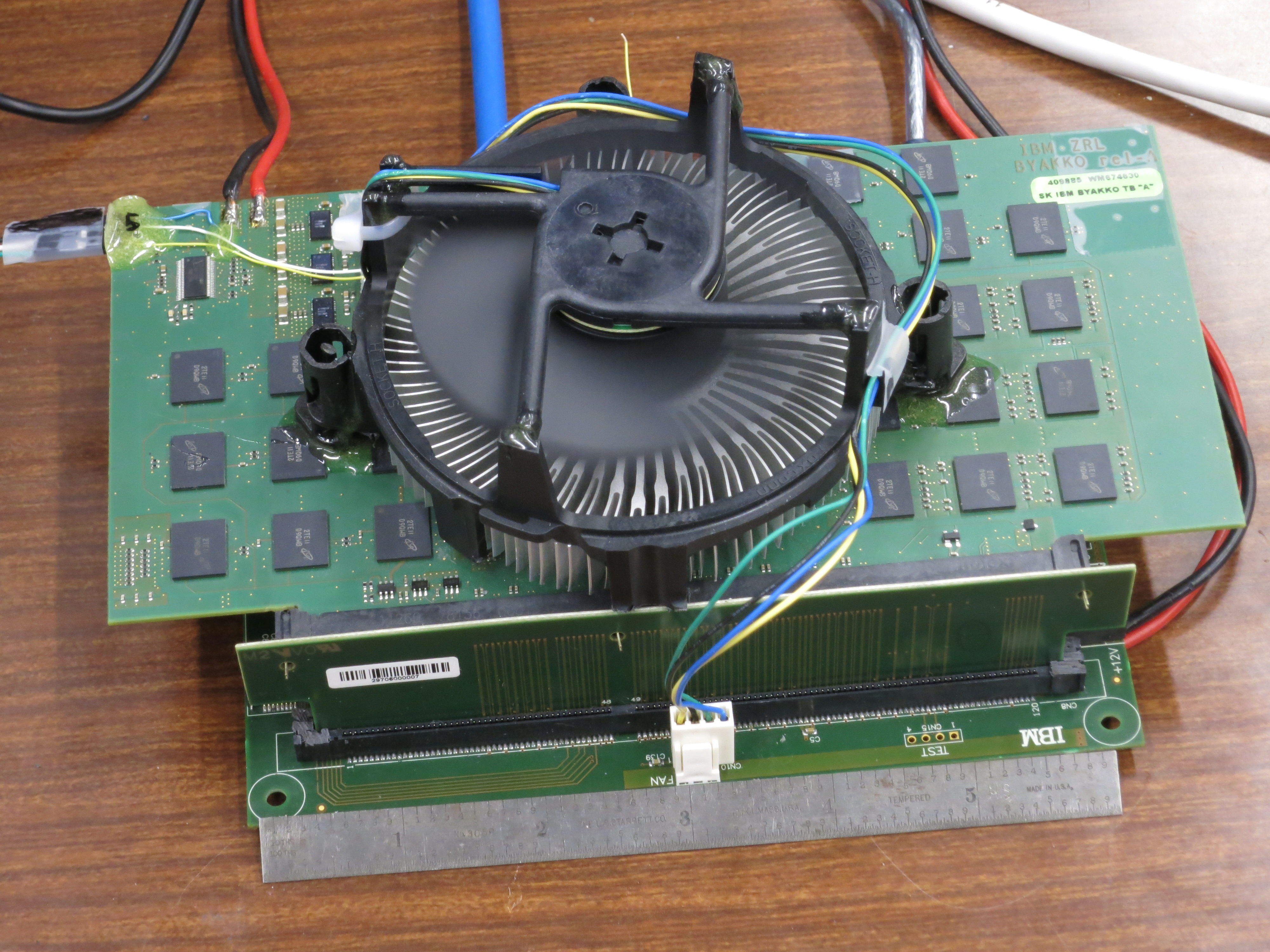
مايكرو سيرفر

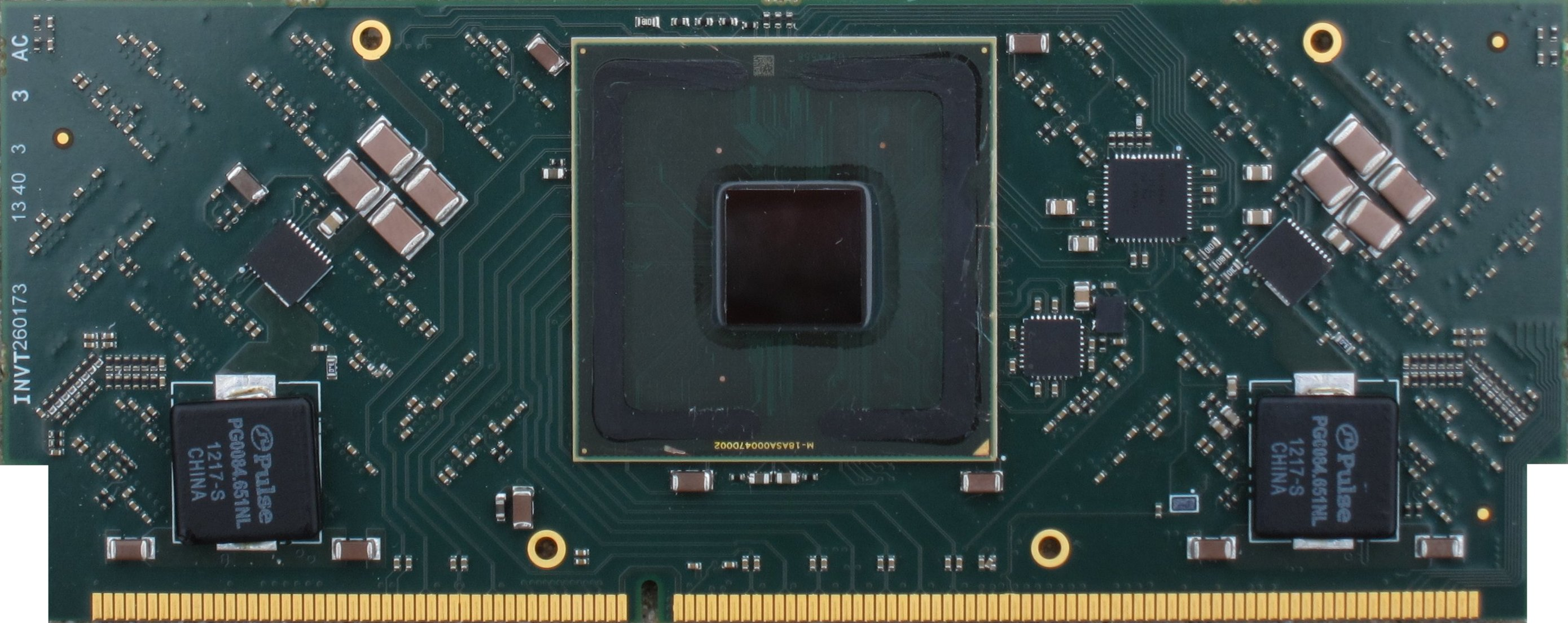
microserver

مايكرو سيرفر (بالإنجليزية: Microserver)‏ هو نوع من الخوادم تم تصميمه لاستخدامه في تطبيقات وخدمات الأعمال و الحوسبة الصغيرة والمتوسطة الحجم يعتمد على نظام على رقاقة (SoC). إنه أحد عوامل الشكل للخادم القياسي ولكن بقدرة معالجة وسعة تخزين أقل ودعم محيطي آخر، تتمتع بقدرة حسابية أقل ، ومتطلبات تشغيل وصيانة أقل من الخوادم القياسية.

## استخدامات مايكرو سيرفر
ركز الجيل الأول على مهام وحدة المعالجة المركزية الخفيفة نسبيًا ، مثل خدمة العناصر الثابتة على صفحات الويب ، لكن الجيل الثاني استخدم نطاقًا أوسع من أنظامة على رقاقة (SoCs) الأكثر قوة ، إضافة دعم لـ 64- بت المعالجة والمزيد من الذاكرة. وسعت قدرات الخوادم الصغيرة هذه لتشمل مهام مثل خدمة عناصر الويب الديناميكية (تلك التي تم تحديثها بواسطة أجاكس ، على سبيل المثال) ، وخدمة أجهزة سطح المكتب المستضافة ومعالجة الإشارات الرقمية لشركات الاتصالات.